# La Guerre du lit
La Guerre du lit (titre original : E duro campo di battaglia il letto, littéralement : Et le lit est un champ de bataille difficile) est le premier roman d'Una Chi, nom de plume de Bruna Bianchi, publié originellement en 1994 aux éditions SE et en français en 2001 aux éditions Blanche.

## Liminaire
Écrit à la première personne, le roman raconte l'histoire de Fulvia, une Milanaise de trente ans, qui a une relation sexuelle et sentimentale avec Matteo, par qui elle accepte d'être soumise à des pratiques érotiques extrêmes telles que le sado-masochisme, les relations à trois et les orgies.

## Résumé
Depuis quelques années, Matteo entretient une relation avec Orsina, une professionnelle, à qui il dit qu'il ne peut se passer d'elle. Malgré la rivalité entre Fulvia et Orsina, qui se connaissent bien, Matteo les convainc de se rencontrer pour une relation à trois au lit. Après cette expérience, Orsina abandonne Matteo parce qu'elle découvre qu'il a une nouvelle relation avec une troisième fille. Matteo, à son tour, abandonne Fulvia qui, désespérée, se jette dans les bras de Dorothea, sa meilleure amie lesbienne.